# تشاك موس
تشاك موس هو سياسي أمريكي، ولد في 1953. نشط حزبياً في الحزب الجمهوري. وقد انتخب عضو مجلس نواب ميشيغان ‏.